# Maria Helena Souza Patto
 (septembre 2022).
Maria Helena Souza Patto, née le 17 juin 1942 à Taubaté, est une psychologue brésilienne connue pour ses travaux en psychologie scolaire et de l'éducation,. 

## Biographie
Maria Helena Souza Patto est professeure émérite à l'institut de psychologie de l'Université de São Paulo, qu'elle a dirigé de 2004 à 2008,.
Elle mène des recherches sur l'échec scolaire au Brésil et publie A Produção do Fracasso Escolar [La production de l'échec scolaire, non traduit], considéré comme un classique de la psychologie brésilienne,,.